# فؤاد اسبير
فؤاد اسبير بالسريانية ܦܼܘܐܕ ܐܣܦܝܪ (12 شباط 1942 - 10 سبتمبر 2012)، مطرب ومغني آرامي.

## أعماله الفنية
- 1- ܚܒܪܐ ܕܚܠܡ̈ܐ - حورو دحولمِه، صديقة الأحلام
- 2- ܐܚܢܢ ܒܢܝ̈ܐ ܕܒܝܬܼ ܢܗܪܝܢ - احنا بنايو دبيث نهرين، نحن أبناء بيث نهرين
- 3- ܚܒܝܒܐ ܐܘ ܕܠܐܠ - حابيبو أو دلال، الحبيب ظلال
- 4- ܐܣܝܐ ܡܪܠܗ ܠܝ - اوسيو مرليه لي، الدكتور قال لي
- 5- ܟܠܐ ܫܦܝܪܬܐ - كالو شافيرتو، عروس حلوة
- 6- ܫܠܡܐ ܠܟܠܟܼܘܢ ܣܘܪ̈ܝܝܐ - شلومو لكولخون سوريويي، سلام لكم ايها السريان
- 7- ܡܒܕܪܝܢܢ - مبادرينا، تشتتنا
- 8- ܐܘ ܠܠܝܢܐ - أو لليانو، هذا الليل
- 9- ܐܘܡܬܼܐ ܣܘܪܝܝܬܐ - اومثو سوريوييتو، الامة السريانية
- 10- ܟܬܼܒ ܠܝ ܐܫܡܟܼܝ̱ ܥܠ ܘܪܕܐ - كثولي اشميخ عل وردو، كتبت اسمكِ عل الوردة
- 11- ܕܥܪܘ ܥܠܝܡ̈ܐ ܣܘܪ̈ܝܝܐ - دعارو عليمي سوريويي، عودو ايها الشباب السريان
- 12- ܐܬܼܝܢܢ ܠܓܠܘܬܼܐ - اثينا لو گولوثو، اتينا إلى الغربة
- 13- ܪܒܝܥܐ ܕܥܘܡܪܝ ܘܚܝ̈ܝܕܝ - ربيعو دعومري وحاييذي، ربيع عمري وحياتي
- 14- ܟܪܟܼܐ ܐ̱ܢܐ ܒܒܪܝܬܼܐ - كاروخونو بي بريثو، متجول انا في العالم
- 15- ܟܪܚܡ ܐ̱ܢܐ ܐܝ ܦܬܼܝܐ - كروحامنو أي فوثايو، احب هذا الوجه
- 16- ܝܪ̈ܚܐ ܘܐܫܢ̈ܐ - يرحي واشني، أشهر وسنين
- 17- ܐܫܡܟܼܝ̱ ܒܠܒܝ ܟܬܼܝܒܝܐ - اشميخ بليبي كثيويو، اسمكِ بقلبي مكتوب
- 18- ܒܝܬܼ ܢܗܪܝܢ ܐܘ ܐܬܼܪܝܕܝ- ܏بيث نهرين أو اثريدي، بيث نهرين وطني
- 19- ܐܬܼܪܐ ܡܩܕܫܐ - اثرو مقدشو، الوطن المقدس
- 20- ܬܟܼ ܚܒܝܒܐ توخ حابيبو، تعال ايها الحبيب
- 21- ܢܦܩܝܢܢ ܡܢ ܐܬ݂ܪܐ - نافيقينا مو اثرو، خرجنا من الوطن
- 22- ܝܘܢܐ - ياونو، حمامة
- 23- ܐܘ ܛܘܪܥܒܕܝܢ - أو طور عبدين، طور عبدين
- 24- ܘܝܠܟܼ ܙܒܢܐ - ويلوخ زبنو، الويل لك يا زمن

## المصدر
https://www.kulansuryoye.com/forums/viewtopic.php?f=22&t=18317